# Rosinei
Rosinei Adolfo, mais conhecido como Rosinei (Lavrinhas, 3 de maio de 1983), é um ex-futebolista brasileiro que atuava como meia e volante.
Formado pelo Cruzeiro-SP, em 2004 se transferiu para o Corinthians.

## Carreira

### Início
Em 2005, começou a ganhar espaço no time principal que contava com os galácticos contratados pela MSI. Após inúmeras atuações deficentes de Carlos Alberto, um dos contratados, Rosinei conquistou a vaga. Foi vice-artilheiro do time no Brasileirão 2005, ficando atrás apenas de Carlos Alberto Tévez.
Considerado revelação de 2005, Rosinei tornou-se um jogador importante no Corinthians. Em 2007 transferiu-se para o Real Murcia, da Espanha. Em 2008 o Internacional contratou Rosinei por um ano de empréstimo junto ao Real Múrcia, da Espanha, por 1,5 milhão de euros (cerca de R$ 3,8 milhões).

### Club América
Apesar das conquistas invictas da Copa Sul-Americana e do Campeonato Gaúcho, Rosinei não se firmou no time colorado, deixando o mesmo ao final do empréstimo. Era pretendido pelo Fluminense para a disputa do Brasileirão de 2009, mas acabou acertando com o América do México em julho de 2009.

### Atlético Mineiro
Em 18 de dezembro de 2012, fez exames médicos no departamento do Atlético Mineiro. Em 19 de dezembro de 2012, Rosinei foi anunciado como novo reforço do Atlético Mineiro. O jogador assinou contrato de dois anos, com opção de prorrogação por mais um ano. Marcou um gol em 6 de fevereiro, logo em sua estreia, contra o Tombense em uma vitória por 2 a 1 fora de casa.

### Coritiba
Foi emprestado ao Coritiba até o final de 2014. Após um bom segundo turno pelo clube, Rosinei teve seu vínculo de empréstimo renovado até o término de 2015.

### Fortaleza
No dia 8 de junho de 2016, após exames médicos, Rosinei é contratado pelo Fortaleza por indicação do treinador Marquinhos Santos, com quem já trabalhou no Coritiba.
Sem acertar a renovação para o ano de 2017, Rosinei deixou o Fortaleza após o fim do contrato.

### Almirante Barroso
No dia 2 de março de 2017, Rosinei acertou sua ida ao Almirante Barroso.

### Juventus
No dia 13 de dezembro de 2017, Rosinei acertou sua ida ao Juventus.

## Títulos
Corinthians
- Copa São Paulo de Futebol Júnior: 2004
- Campeonato Brasileiro: 2005

Internacional
- Copa Sul-Americana: 2008
- Campeonato Gaúcho: 2009

Atlético Mineiro
- Campeonato Mineiro: 2013
- Copa Libertadores da América: 2013[11]

CSA
- Campeonato Brasileiro – Série C: 2017